# دوبرجی
شهر دوبرجی مرکز بخش فورگ شهرستان داراب استان فارس ایران است.

## رتبه در استان
شهر دوبرجی مرکز بخش فورگ دهمین بخش پرجمعیت استان فارس می باشد.  

لیست ۱۰ بخش پرجمعیت استان فارس که در آینده شهرستان خواهند شد.
| ردیف | بخش                 | شهرستان   | جمعیت سال ۱۳۹۵ |
| ---- | ------------------- | --------- | -------------- |
| ۱    | بخش درودزن          | مرودشت    | ۳۷٬۸۲۶         |
| ۲    | بخش جره و بالاده    | کازرون    | ۳۵٬۵۲۴         |
| ۳    | بخش سیدان           | مرودشت    | ۳۲٬۸۵۰         |
| ۴    | بخش کامفیروز        | مرودشت    | ۳۱۲۹۴          |
| ۵    | بخش ششده و قره بلاغ | فسا       | ۳۰۷۰۲          |
| ۶    | بخش جنت             | داراب     | ۲۹٬۸۵۲         |
| ۷    | بخش شیبکوه          | فسا       | ۲۶٬۹۱۹         |
| ۸    | بخش میمند           | فیروزآباد | ۲۴٬۸۸۵         |
| ۹    | بخش ارژن            | شیراز     | ۲۳٬۴۶۱         |
| ۱۰   | بخش فورگ            | داراب     | ۲۵،۱۳۵         |